# Daphne Reid
Pour les articles homonymes, voir Reid.
Daphne Reid est une comédienne américaine née Daphne Maxwell Reid le 13 juillet 1948 à New York.
Elle est essentiellement connue pour avoir tenu le rôle récurrent de Vivian Banks de 1993 à 1996 dans la série Le Prince de Bel-Air, ainsi que pour sa participation au feuilleton Sister, Sister.

## Filmographie
- 1984 : L'Agence tous risques : (série TV) : Kamora Kaboko (Saison 3, épisode 17)
- 1993 à 1995 : Le Prince de Bel-Air : (série TV) : Vivian Banks (Saison 4 à 6, 78 épisodes)
- 1996 : Sister, Sister : (série TV) : Chamange (Saison 4, épisode 10)
- 2004 : Preuve à l'appui : (série TV) : Mme Avery (Saison 4, épisode 5)
- 2011-2012 : Let's stay together (série télévisée) : Juanita Lawrence (saison 1&2)
- 2019 : Harriet de Kasi Lemmons